# さよなら人類/らんちう
『さよなら人類/らんちう』（さよならじんるい/らんちう）は、日本のバンド・たまのデビューシングル。1990年5月5日に日本クラウンより発売された。オリコン週間シングルランキングで初登場1位を獲得し、最終累計59万枚の売上を記録。

## 解説
TBS系音楽番組『平成名物TV・三宅裕司のいかすバンド天国』の14代目イカ天キングとなった、たまのメジャーデビュー作。イカ天では一週目に「らんちう」、二週目に「さよなら人類」が披露され、たまの音楽性の幅の広さを印象付けた。
メンバーの石川浩司は、バンド解散後に著した自伝『「たま」という船に乗っていた』の中で、本作のシングルのジャケットは最初に打ち合わせしていたものとは大幅に違うものであり、メンバーの中には発売日の延期を承知の上で変更を希望した者もいたことを明かしている。
カセットテープ盤も発売され、カセット盤にのみ楽曲のカラオケバージョンが収録されている。
1990年5月14日付のオリコン週間シングルランキングで初登場1位を獲得し、5週間後の6月18日付の同ランキングでも首位に返り咲くなどロングセラーとなり、最終累計59万枚の売上を記録した。同年のオリコン年間シングルランキングでは第4位にランクイン。同年の『第41回NHK紅白歌合戦』には「さよなら人類」で出場した。
『第32回日本レコード大賞』で最優秀ロック新人賞を受賞。

## 収録曲
全編曲：たま、高浪敬太郎
1. さよなら人類
  - 作詞・作曲：柳原幼一郎[注 1]

宝酒造「純・アレフ」CMソング。
石川によると、曲はフリーセッションから生まれており、このセッションの中で石川浩司作の「家族」も生まれている[7]。また、「つぼみのままで」という歌詞は、柳原が以前に制作した「私はつぼみよ」という楽曲に由来する[8]。
シングル盤では独自のアレンジが加えられており、アルバム『さんだる』では「オリジナル・ヴァージョン」が収録されている。ライブでは間奏の部分がアドリブで披露される。
たまは「自作曲自分ボーカル制」であるため、1995年の柳原脱退後はバンド内では封印となった[9][注 2]。
テレビ朝日『関ジャム 完全燃SHOW』「令和に活躍する若手アーティストが選ぶ平成最強ソングベスト30」（2022年5月6日）において15位にランクインした。

1. らんちう
  - 作詞・作曲：知久寿焼

川崎製鉄（現・JFEスチール）TVCFソング
結成初期の頃から演奏されていた楽曲で、イカ天初登場時に演奏した曲でもある。
タイトルの「らんちう」は金魚のランチュウの意味。
間奏に入る柳原の台詞は、ライブなどで演奏されるたびに内容が異なる。以前は台詞の部分も知久が担当していたが、不評だったため柳原が担当するようになった[8]。知久が少年時代、100円で買ってもらい飼育していた鉄色ランチュウを元に歌ったもの。

## 収録アルバム
さよなら人類
- さんだる（オリジナルヴァージョン）
- まちあわせ
- たまセレクション（オリジナルヴァージョン）

らんちう
- さんだる（アルバムヴァージョン）
- まちあわせ
- たまセレクション

## 「さよなら人類」のカバー・バージョン

### 柳原陽一郎によるセルフカバー
前述のとおり、たまの楽曲は作曲したメンバーの持ち歌となるため、1995年の柳原脱退以降は柳原のレパートリーとなっている。
2005年11月2日にセルフカバー・アルバム『ふたたび』が発売され、収録曲の1つとして「さよなら人類」のセルフカバーが収録された。アレンジは水谷浩章によるもので、『LMusic』のインタビューで柳原は、水谷が「これをアレンジすることで、いろんな意見が出てくるだろう」とプレッシャーを感じていたことを明かしている。音楽ライターの長谷川誠は、クラシカルなジャズを彷彿（）させるイントロで始まっていくのだが、このレトロ・フューチャーなムードがこの曲と見事にマッチしているとし、「オリジナルを踏まえた関奏のスペイシーな音作り」や「エンディング前の大団円的なコーラス」などを引き合いに「実に実験的なカバー」と評している。2015年に発売されたベスト・アルバム『もっけの幸い』にも収録されており、柳原はこれはやっぱり入れざるをえない(笑)とコメントしている。
2021年4月30日にデビュー30周年を記念して制作された初のピアノ弾き語りアルバム『GOOD DAYS』が発売され、「さよなら人類」のピアノ弾き語りセルフカバーも収録された。アルバム発売前の2020年10月19日には、東京都のプロジェクト「アートにエールを!」の一環で、レコーディング風景で構成されたミュージック・ビデオが公開された。

#### クレジット
『ふたたび』収録テイク
- 柳原陽一郎：Vocals, Acoustic Guitar, Percussion
- 水谷浩章：Electric Bass, Percussion, Backing Vocals
- 外山明：Drums, Percussion, Backing Vocals
- 高良久美子：Vibraphone, Marimba, Cymbals, Snare, Bass Drum
- 名越ゆきお：Electric Guitar, Sound Effect
- 松本治：Flugel Horn, Trombone, Tuba, Backing Vocals
- Miya：Flute
- 有田純弘：Banjo, Mandolin
- 鬼怒無月：Electric Guitar
- 橋本歩、佐々木綾子、磯田恵美、山野クリボー：Backing Vocals

『GOOD DAYS』収録テイク
- 柳原陽一郎：Vocal, Piano
- 藤田厚生 (F Inc.) : Recorded, Mixed & Mastered
- 藤田倫子 (F Inc.) : Recording Assistant

### その他のアーティストによるカバー
- 野矢一樹（声：伊瀬茉莉也） - TVアニメ『えびてん 公立海老栖川高校天悶部』の第7話エンディングテーマ。アニメBlu-ray Disc・DVDの第4巻封入特典CDにフルサイズ版が、キャラクターソングアルバム「THEリスペクト EB10 Vol.2」にTVサイズ版が収録。
- 鬼束ちひろ - 2013年3月11日に中野サンプラザホールで開催された「CHIHIRO ONITSUKA TOUR SHOW 2013 悪戯道化師（いたずらどうけし）」で披露。同ライブで自身が初めてCDを買った曲であることを明かしている[20]。
- SHAKALABBITS - 2013年2月14日にラフォーレミュージアム原宿で行ったアコースティックライブで披露。当時のライブ映像が同年8月10日に発売されたDVD『Hallelujah Circus Acoustic Show』に収録されている[21]。
- EGO-WRAPPIN' - 2016年4月20日発売のベスト・アルバム『ROUTE 20 HIT THE ROAD』に収録[22]。
- ハンバート ハンバート - 2016年6月8日に発売されたアルバム『FOLK』に収録。
- edda - 2018年5月23日発売のミニ・アルバム『ねごとの森のキマイラ』に収録。編曲は砂守岳央・松岡美弥子（未来古代楽団）[23]。
- 海蔵亮太 - 2023年6月7日に『Anniversary Every Week Project 週刊海蔵』の一つとして配信リリース。
- 久松史奈 - 2024年5月15日に配信リリース。パンク・ロックにアレンジ、原曲作者の柳原がキーボード・コーラスで参加[24]。
- さくらこ&ムームー（声：春海百乃・小桜エツコ） - 2025年4月30日に配信リリース。TVアニメ『宇宙人ムームー』エンディングテーマ。編曲は栗コーダーカルテット[25][26]。